# 山口慎一 (ミュージシャン)
山口 慎一（やまぐち しんいち、1969年1月1日 - ）は日本のミュージシャン。
1990年頃から音楽制作を開始。音楽バンド・ヤプーズのメンバーとして活動する傍ら、さまざまな音楽ユニットに参加している。また自身の活動にとどまらず他アーティストの作品、ライブにおいてはプログラミング、アレンジ等のサポートもこなす。

## 来歴
『ヤプーズ』のメンバー、および戸川純のサポートとしての活動
- 1995年 - アルバム「HYS」にマニピュレーターとして参加。[1]
- 1999年 - 正式メンバーとして加入。キーボード、シンセサイザー、プログラミングなどを担当する。[注 1]
- 2006年 - ヤプーズ自体は活動休止となるが、その後もサポートメンバーとして戸川純のソロライブに出演していた。
- 2019年 - ヤプーズが13年ぶりに活動を再開。引き続きメンバーとして参加している。[2]

『soyuz project』への参加
- 2001年 - P-MODELの元メンバーとしても知られ、当時ヤプーズにも在籍していた福間創の音楽ユニット『soyuz project』に参加する。[1]
- 2005年 - この年までメンバーとして活動していたが、脱退。その後、soyuz projectは福間のソロユニットとなる。
- 2014年 - 福間がsoyuz projectを解散し、個人名義で活動する事を宣言。ラストライブに同じく元メンバーとして在籍していた百々政幸と共にゲスト出演する。[3]

『COHERENCE』での活動
- 2014年 - 百々政幸とユニットを結成する。[1] 打ち込みによるインストを作風としている。

冨田勲『イーハトーヴ交響曲』への参加
- 2012年 - 冨田勲が初音ミクを起用し作曲、演奏を行った『イーハトーヴ交響曲』にプログラミングサポートとして参加。[1]
- 2016年 - 『ドクター・コッペリウス』に参加。[4][注 2]

## 著書
- 『戸川純の人生相談～どうしたらいいかな、純ちゃん～』 戸川純, 山口慎一著　リットーミュージック 2023/1/25

## 関連人物
- 戸川純 - ヤプーズのボーカル。ソロでのライブにおいても山口がサポートメンバーとして参加している。
- 福間創 - 2001年から2005年まで『soyuz project』で共に活動していた。ヤプーズのメンバーとして活動していた事もある。
- 百々政幸 - 『soyuz project』で共に活動したのち、山口と2人で『COHERENCE』を結成し活動している。
- ことぶき光  - 戸川純との共演も多く親交がある。『イーハトーブ交響曲』『ドクター・コッペリウス』でも作業を共にしている。
- 石塚BERA伯広 - ヤプーズの元メンバー。2019年に逝去。山口と親交が深く、戸川純に石塚を紹介したのも山口だった[5]